# Cephalocoema pacata
Cephalocoema pacata är en insektsart som beskrevs av Wiendl 1971. Cephalocoema pacata ingår i släktet Cephalocoema och familjen Proscopiidae. Inga underarter finns listade i Catalogue of Life.